# Bitwa o Signal Hill
Bitwa o Signal Hill – starcie stoczone 15 września 1762 roku, będące ostatnim epizodem wojny o kolonie, stanowiącej północnoamerykański teatr działań zbrojnych wojny siedmioletniej. Brytyjczycy, dowodzeni przez podpułkownika Williama Amhersta, zmusili siły francuskie do poddania miasta St. John’s, zajętego przez nie wcześniej w niespodziewanym ataku.

## Tło wydarzeń
W roku 1762, po blisko dziewięcioletnich zmaganiach, Francja i Wielka Brytania – zmęczone i wyczerpane wojną – zaczęły przygotowywać się do zawarcia traktatu pokojowego. Długotrwała blokada portów i wybrzeży francuskich przez flotę brytyjską spowodowała poważne zachwianie gospodarki Królestwa Francji, a jego flocie uniemożliwiła dostarczenie pomocy koloniom zamorskim, z których wiele wpadło w ręce nieprzyjaciela. Wraz z kapitulacją Montrealu we wrześniu oraz wzięciem w listopadzie i grudniu 1760 roku Detroit i Michilimackinac zakończyły się działania w Ameryce Północnej, a Nowa Francja przestała de facto istnieć. Na dworze w Wersalu opowiadano, że o stracie Nowej Francji Ludwik XV dowiedział się, gdy gawędził z Voltairem. Zdenerwowanemu władcy, który nie wiedział co powiedzieć, z pomocą przyszedł filozof, który miał wówczas zauważyć: „Sire, cóż takiego straciliśmy – parę hektarów śniegu?”.
Dla odbudowy gospodarki w czasach pokojowych oraz potężnej niegdyś floty, Francja potrzebowała źródeł surowców, a jednym z takich źródeł były łowiska ryb Grand Banks w pobliżu Nowej Fundlandii. W tym celu, a także by zapewnić sobie jakąś podstawę w negocjacjach pokojowych, zaplanowano zajęcie Nowej Fundlandii. W maju 1762 roku niewielka eskadra okrętów opuściła pod osłoną nocy port w Breście i – omijając blokadę – skierowała się na Atlantyk.

## Okupacja i bitwa
27 czerwca 1762 roku liczące nieco ponad 1000 żołnierzy oddziały francuskie, dowodzone przez hrabiego d’Haussonville, zmusiły do kapitulacji niewielki garnizon St. John’s. W ciągu następnych kilku tygodni d’Haussonville, wykonując rozkazy dowódcy flotylli, komandora Charlesa de Ternay, rozbudowywał pozycje obronne na zdobytej wyspie. Zdołał zbudować kilka wysuniętych pozycji z uzbrojeniem artyleryjskim wokół Signal Hill, wzniesienia o strategicznym znaczeniu, bo panującego nad całą okolicą.
13 września Brytyjczycy wylądowali pod Torbay, kilka km na północ od St. John’s. Ternay i Haussonville, którzy rozproszywszy swe siły nie byli w stanie powstrzymać marszu przeciwnika, postanowili bronić nagiego szczytu Signal Hill.
O świcie 15 września okręty Royal Navy zakotwiczyły w pobliskiej zatoce, ukryte przed oczyma Francuzów za stromymi stokami wzgórz, a następnie piechota zaczęła się wspinać w górę klifu wychodząc wprost na szczyt. Zaskoczenie było całkowite, a starcie krótkie, lecz krwawe. Dowódca francuskiego oddziału, Guillaume de Bellecombe, został poważnie ranny, zginęło też ponad dwudziestu żołnierzy. Straty po stronie brytyjskiej były niewielkie; z oficerów Amhersta ranę nogi odniósł MacDonell. Francuzi wycofali się do fortu, gdzie, wobec przewagi przeciwnika, który panował nad Signal Hill, trzy dni później, liczący około 600 ludzi garnizon St. John’s złożył broń.

## Pokłosie
10 lutego 1763 roku pokój paryski zdecydował, że wszystkie kolonie francuskie w Ameryce Północnej, prócz Luizjany i dwóch maleńkich wysepek Saint-Pierre i Miquelon, mają przypaść Wielkiej Brytanii. Ostatnie ustępstwo, choć niemal symboliczne, było odpowiedzią na żądania francuskie w sprawie łowisk nowofundlandzkich, a pośrednio też skutkiem ekspedycji sprzed pół roku.